# Конопчинский, Владислав
Владислав Конопчинский (пол. Władysław Konopczyński; 26 ноября 1880, Варшава — 12 июля 1952, Млыник, Ойцув) — польский историк, специалист в области истории польского государства, политической истории и генеалогии, профессор Ягеллонского университета, член Варшавского научного общества, Польской академии знаний, инициатор и первый редактор Польского биографического словаря. В 1947 году председатель Польского исторического общества.

## Основные труды
- Mrok i świt (1911)
- Geneza i ustanowienie Rady Nieustającej (1917)
- Liberum veto (1918)
- Przyczyny upadku Polski (1918)
- Dzieje parlamentaryzmu angielskiego (1922)
- Polska a Szwecja (1924)
- Kazimierz Pułaski. Życiorys (1931, премия ПАУ им. Барщевского)
- Dzieje Polski nowożytnej (1936, в 2х тт.) ISBN 83-211-0730-3
- Konfederacja Barska (1936—1938, в 2х тт., премия ПАУ им. Барщевского) ISBN 8385218076; 8385218068
- Polska a Turcja, 1683—1792 (1936)
- Czasy absolutyzmu 1648—1788 (1938, w: Wielka historia powszechna)
- Wojny religijne i absolutyzm (1938, w: Wielka historia powszechna, z Kazimierzem Piwarskim)
- Anglia a Polska w XVIII wieku (1947)
- Fryderyk Wielki a Polska (1947)
- Kwestia bałtycka do XX wieku (1947)
- Chronologia sejmów polskich 1493—1793 (1948)